# 三合潭遗址
28°07′08″N 121°13′13″E / 28.11893°N 121.22016°E
三合潭遗址位于中国浙江省玉环市境内，在玉城街道南山村，距今约2800 - 2400年。“三合潭”由三条小溪（兰花溪、大福溪、龙潭溪）汇流冲击而成，经常积水，故称为“三合潭”。遗址面积约2500平方米，已发掘500平方米，文化层厚2米左右，而遗物散布面积约2.1平方公里。遗址是在1981年当地村民挖土取沙时发现的。
1986年和2005年，三合潭遗址先后被公布为玉环县（现玉环市）县级文物保护单位和浙江省省级文物保护单位。

## 环境
三合潭遗址地势自北向南缓慢倾斜，高处薄，低处厚。含沙少、质硬实的灰褐色宋代堆积厚40厘米左右，分布均匀。宋代堆积下直接叠压着相距1千多年的战国堆积，分布厚薄不均。下部堆积以单纯的沙层和泥沙混杂层为主。
成片的木构建筑遗迹发现于距地表约1.5米深的地层里，整个遗迹被战国时期堆积叠压。以密集分布的木桩、木柱为主要形式，共发现直立的大小木桩、木柱100多根，长度多在1米上下。建筑遗迹分为南北两大部分，北片地势高，木桩数量少，直径多数较细，仅15厘米上下，挖土坑栽埋的柱子更少，且坑小、柱细、垫板单薄，它们分布没有明显规律，建筑单元、布局结构均不清楚。南片地势低，木柱分布非常密集，直径一般在20厘米以上，多有深大的柱坑和厚实的垫板。
有的柱子与垫板的位置常出现侧偏情形，垫板倾斜较严重。这片建筑遗迹的性质属干栏建筑的可能性较大。为了尽可能在现有条件下把它们长期保存，南片的下部堆积未作完整发掘，仅在遗迹空隙处作了小范围探掘。

## 层次结构
遗址可分为三个文化层。

### 第一层
第一层为春秋战国时期，距两千五百年，距地表1.5-3米深。在这里，有一层厚度约20厘米、大小约4平方千米的黑土层，这是由一场洪潮带入海藻杂物搁滩深埋而成。土下有青铜制成的剑、矛、刀等器具，有印纹硬陶制成的碗、罐、壶、瓶。

### 第二层
第二层为西周与商代，距今约三千至四千年，距地表4到5米。这里的土为深灰色，内有大量原始表瓷制成的有碗、豆、盘、盂等。它们胎料疏松，但火候较高，质地坚硬，已玻化。同时也有全幅犁、铧、石斧、石锛、石凿等时期，皆精细磨制。

### 第三层
第三层为新石器时代，距今约五千至七千年。出土的有犁、锛、斧、凿、刀、锄等石器，纺轮、网坠等陶器，斧、斤、凿等青铜器。青铜是三合潭遗址出土最多、水平最高的。

## 意义价值
遗址延续期长达1800年，为研究中国大陆东南沿海岛屿史前文化提供了丰富资料。
- 遗址内干栏式建筑基址，对研究浙南沿海地区商周时期的文化面貌、聚落形态价值重大。
- 发现有规划排列的卯榫结构杆阑式建筑，对研究商周时期建筑有较高科学价值。
- 印证了中国大陆东南沿海地区地质条件的特殊性——沿海丘陵坡麓冲积沙层、淤积土层（软土地基）
- 为研究中国浙江地区史前文化开拓、发展，并向青铜文化演变的过程和越文化的地域特征、尤其是木构建筑文化传统与地理环境的关系找到了珍贵的资料。[來源請求]

## 现代历史

### 早期破坏
1969年，玉环县打算在三合潭建造一座火力发电厂（即华能玉环电厂），于同年8月动工。两年后，搞基础设施建设的当地村民在土层中，先后挖出许多青铜器，但没人在意。
改革开放时，三合潭河谷盆地的泥沙被大规模开挖当建筑材料搞建设，又挖出一些磨制的石器。文物管理部门和考古专家在考察后，初步推定这是一处古文化遗址。
1986年3月，三合潭遗址被公布为县级文物保护单位，山间盆地也被纳入保护范围。但挖沙行为破坏了遗址，使大部分地区失去了考古价值。

### 抢救发掘
2000年8月，浙江省文物考古研究所发现，遗址保护范围内只有少数几处仍保留原始地层面貌，并于2001年5月联合当地文物管理委员会，对该地区进行了抢救性考古发掘，发掘面积共计约450平方米，堆积深度1.8米至3.4米，主要发现保存较好的成片木构建筑遗迹，出土大量的原始瓷器和印纹硬陶片以及一些小件青铜器。
发掘成果表明，三合潭遗址主要是一处西周至战国时期具有越文化特征的古村落遗址，遗址对研究浙南沿海地区商周时期的文化面貌、聚落形态具有很重要的价值。
2005年3月16日，三合潭遗址被浙江省人民政府公布为浙江省省级文物保护单位。

### 未来发展
玉环市将三合潭遗址作为一张旅游名片，与当地多个4A、3A级旅游风景区一起宣传。当地还准备建设三合潭遗址公园，但考虑到会对文物造成伤害，当地正在规划三合潭遗址保护工程。同时，三合潭遗址也是当地中小学在历史课程中的研究和举例对象之一。

## 图库

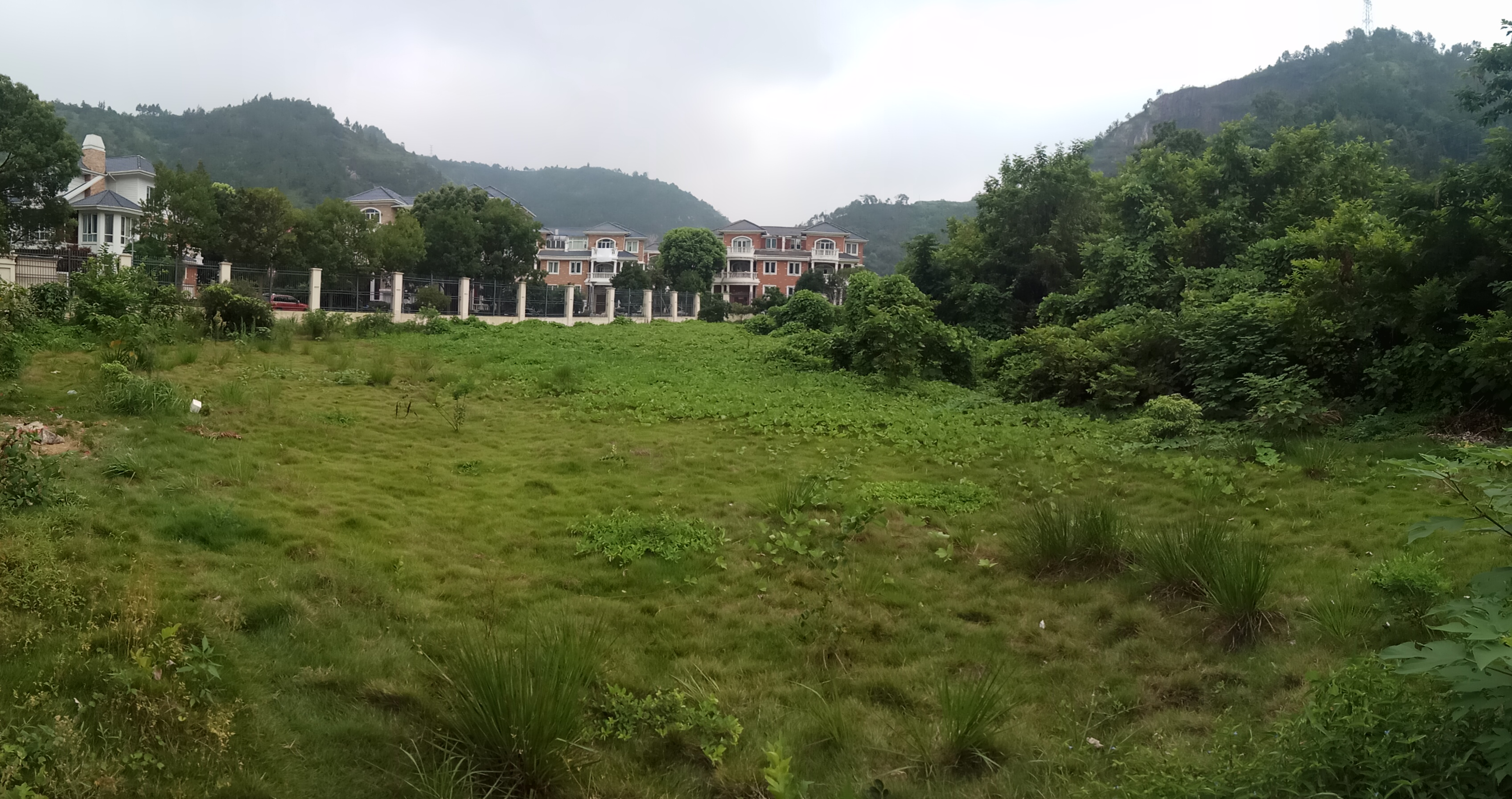
三合潭遗址全景
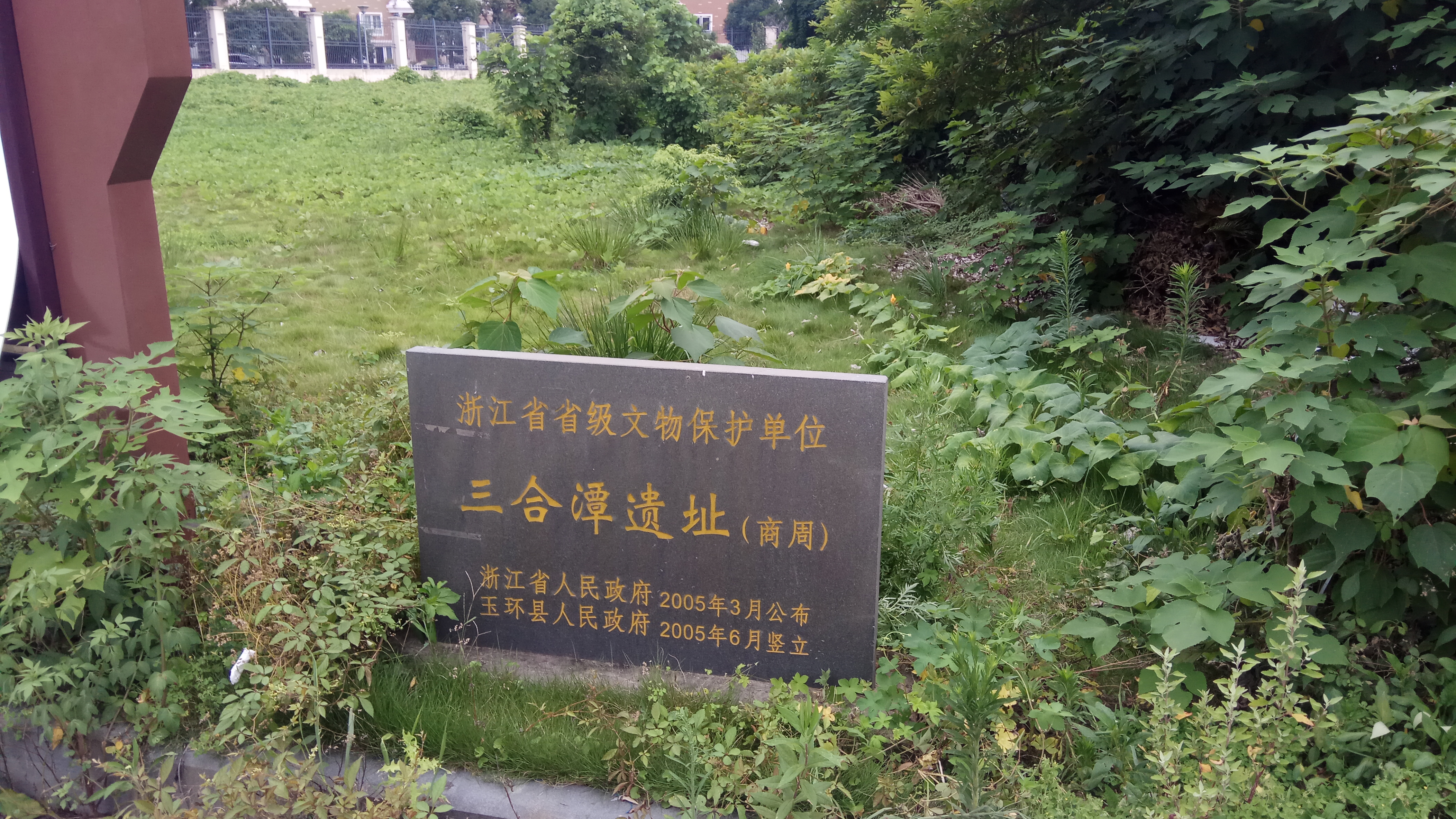
三合潭遗址的文保碑